# 胡奇 (1960年)
胡奇（1960年10月—），男，汉族，湖南湘乡人，中华人民共和国政治人物，中国共产党党员。湖南农学院农学专业大学毕业，中共中央党校函授学院经济管理专业毕业。

## 生平
胡奇于1978年10月考入湖南农学院郴州分院农学专业，并于1981年6月加入中国共产党，同年8月毕业，步入政坛成为永兴县编委干部，此后历任湖南省编委行政编制处干部、1984年10月升任副科级干事，1986年11月升任正科级干事，1987年升任副处长，1988年改任湖南省人事厅直机构编制处副处长，1991年调任机构编制一处副处长，1994年升任处长。1996年4月改任事业编制处处长，同年5月至1998年5月，胡奇在中国社会科学院研究生院法学系民法经济法专业在职硕士研究生班学习；1996年8月至1998年12月，在中央党校函授学院经济管理专业学习；1998年2月，胡奇挂职出任中共常宁市委副书记。
2000年6月出任中共邵阳市委常委、组织部部长。同年11月兼任邵阳市总工会主席，次年8月不再兼任。2002年11月升任中共邵阳市委副书记、纪委书记。
2006年11月，当选为中共湖南省第九届纪委副书记，并于2011年再次当选为中共湖南省第十届纪委常委、副书记。同年12月兼任湖南省委巡视工作办公室主任。
2013年7月，胡奇回到組織和人事管理工作部门，出任中共湖南省委组织部副部长。并于2016年11月当选为中共湖南省第十一届省委委员。
2017年12月，出任湖南省人力資源和社會保障廳党组书记、副厅长。2018年1月，当选为第十二届湖南省政协社会和法制委员会副主任。
2018年3月，胡奇接替已经当选为湖南省政协副主席的贺安杰出任湖南省人力資源和社會保障廳厅长，2020年11月被免职。